# Julia Petit
Julia Mendonça Petit (São Paulo, 23 de junho de 1972) é uma publicitária brasileira, fundadora e Diretora de Comunicação da marca de skincare Sallve.

## Carreira
Júlia já foi modelo, designer de jóias, produtora e proprietária da Ludwig-Van e da Menina Produtora. A Ludwig-Van encerrou atividades em 2006 e a Menina Produtora — voltada principalmente para produção musical da agência de seu pai, que é publicitário — encerrou atividades em 2013.
Recentemente foi convidada pelo canal a cabo GNT para apresentar o programa Base Aliada, que tem em sua programação um misto de beleza, moda, estilo e comportamento.
Como produtora musical ganhou o prêmio Leão de Ouro no Cannes 2003 pela produção da trilha sonora do comercial da marca de eletrodomésticos GE. Produziu também trilhas para os desfiles do estilista André Lima na São Paulo Fashion Week 2007.
Em dezembro de 2014, entrou para a lista do FFW dos 50 brasileiros mais estilosos da moda.
No início de 2019 fundou a marca de dermocosméticos Sallve, juntamente com os sócios Daniel Wjuniski e Marcia Netto. Com investimentos de R$ 60 milhões de quatro grandes fundos, em pouco mais de dois anos a marca já conta com 10 produtos e quadruplicou a receita de 2019 para 2020.

## Vida pessoal
Filha do artista plástico e publicitário espanhol Francesc Petit, um dos fundadores da agência (DPZ) e que faleceu em 6 de setembro de 2013.
Julia Petit foi casada com o músico Beto Lee, filho de Rita Lee, e com o estilista Ricardo Bruno. Atualmente vive em São Paulo com seu namorado Tiago Gass e tem uma filha chamada Nina que mora na Espanha. Julia é inclusive descendente  de catalães e tem sua família residida na Espanha.